# Surajmals reis naar de hemel
Surajmals reis naar de hemel is een volksverhaal uit India.

## Het verhaal
In een van de steden van de provincie Barabanki regeert een koning, hij vertrouwt zijn minister Ajit Singh. De andere hovelingen zijn jaloers, vooral Surajmal, en vertellen de koning dat Singh opschept dat niets onmogelijk voor hem is. Surajmal zegt de koning dat Singh een taak moet volbrengen, zodat hij ziet dat er ook dingen zijn die hij niet kan. Surajman en de andere hovelingen vullen een kamer vol katoen, Singh moet dit in één dag spinnen. Met een bezwaard hart gaat Singh naar huis, hij kan 's nachts niet slapen. De volgende ochtend loopt hij door het bos en denkt eraan zichzelf te doden. Singh ziet een kluizenaar onder een Banyanboom. Singh raakt zijn voet aan en vraagt om zijn zegen, waarna de wijze kluizenaar vertelt dat het leven van de mens een heilige gave is. Het is nooit goed een einde aan je leven te maken en de kluizenaar belooft Singh te helpen. Singh krijgt een tover-spinnewiel, een spa en een zeis.
Singh gaat naar het paleis en begint te werken, de hovelingen gaan naar de koning als ze zien dat het werk snel vordert. De hovelingen gaan naar de koning en vertellen dat Singh weer opschept en bedenken een nieuwe opdracht, de hele graanoogst van de boerderij moet worden geoogst in een dag. Singh hoort de nieuwe opdracht en beseft dat het land tweehonderd hectare groot is. Singh herinnert zich de zeis en begint de volgende dag te werken, de zeis vliegt uit zijn handen en gaat als de bliksem door het graan. Surajmal vertelt de koning dat Singh weer opschept en hij bedenkt een nieuwe opdracht, er moeten twaalf putten gegraven worden voor de volgende dag. Singh neemt de volgende dag de spa mee en ziet hoe het voorwerp in een paar uur het karwei klaren. De hovelingen zeggen dat Singh door de duivel is bezeten en verzinnen een list om van hem af te komen.
De hovelingen gaan naar de koning en zeggen dat Singh in de hemel kan uitvinden of de ouders van de koning daar gelukkig zijn. Ze maken een brandstapel en stoken het op met wierook en buffelboter, Singh zal als rook naar boven gaan. Singh graaft een tunnel naar zijn huis met de tover-spa en hoort hoe de hovelingen lachen als hij als rook naar de hemel opstijgt. Na een maand meldt Singh zich bij het hof en de hovelingen rillen van angst. Singh vertelt dat de ouders van de koning gelukkig zijn in de hemel en daar ook koning zijn. Ze zoeken een goede minister en Singh heeft hen vertelt dat Surajmal hem naar hun toezond. De ouders van de koning willen dat Surajmal naar de hemel gezonden wordt en de koning laat een nieuwe brandstapel maken. Surajmal gaat ook naar de hemel, maar keert niet terug.

## Achtergronden
- Het verhaal komt uit Uttar Pradesh.
- De Banyan is een boom met takken waaruit luchtwortels groeien, deze groeien weer aan als ze de grond raken en worden een soort 'tweede stam' van de boom. De Banyan kan zich zo over een groot oppervlakte uitbreiden en geeft beschutting tegen de zon. Kluizenaars maken er vaak hun vaste verblijfplaats van.